# Sundini (municipio)
El municipio de Sundini (en feroés, Sunda kommuna) es una entidad administrativa de las Islas Feroe que agrupa varios poblados a ambos lados del estrecho Sundini, que separa las islas Streymoy y Eysturoy. El municipio tiene una población estimada de 1.661 habitantes para el año 2011. Su sede administrativa es el pueblo de Oyrarbakki. Incluye además las localidades de Norðskáli, Oyri, Saksun, Haldarsvík, Tjørnuvík, Langasandur, Hósvík, Hvalvík, Streymnes y Gjógv.
Originalmente, el municipio de Sundini fue creado a partir de una escisión del municipio de Eiði en 1944, y comprendía Los pueblos de Norðskáli, Oyrarbakki y Oyri, todos en Eysturoy. Con los años, se estableció una colaboración entre los municipios del estrecho de Sundini que incluía a Sundini, Saksun, Haldarsvik, Hósvík, Hvalvík y Gjógv. Estos municipios se amalgamaron el 1 de enero de 2005 en el municipio de Sundini, con Oyrarbakki como capital.
Kim Durhuus, del Partido de la Igualdad, es el alcalde de Sundini desde 2009.
| Núcleos de población | Población |
| -------------------- | --------- |
| Gjógv                | 39        |
| Haldarsvík           | 128       |
| Hósvík               | 341       |
| Hvalvík              | 223       |
| Langasandur          | 43        |
| Nesvík               | 2         |
| Norðskáli            | 297       |
| Oyrarbakki           | 127       |
| Oyri                 | 144       |
| Saksun               | 20        |
| Streymnes            | 232       |
| Tjørnuvík            | 67        |
| TOTAL                | 1.661     |

- Datos: Q768990
- Multimedia: Sunda, Faroe Islands / Q768990